# Psary Polskie
Psary Polskie [pronunciación en polaco: /ˈpsarɨ ˈpɔlskʲɛ/] (en alemán: Feldkamp) es un pueblo ubicado en el distrito administrativo de Gmina Września, dentro del Distrito de Września, Voivodato de Gran Polonia, en el oeste de Polonia central. Se encuentra aproximadamente a 4 kilómetros al noroeste de Września y a 43 kilómetros al este de la capital regional Poznan.